# Siriella armata
Siriella armata är en kräftdjursart som först beskrevs av H. Milne Edwards 1837.  Siriella armata ingår i släktet Siriella och familjen Mysidae. Arten är reproducerande i Sverige. Inga underarter finns listade i Catalogue of Life.